# Guettarda speciosa
Guettarda speciosa är en måreväxtart som beskrevs av Carl von Linné. Guettarda speciosa ingår i släktet Guettarda och familjen måreväxter. Inga underarter finns listade i Catalogue of Life.